# Jumanji: Przygoda w dżungli

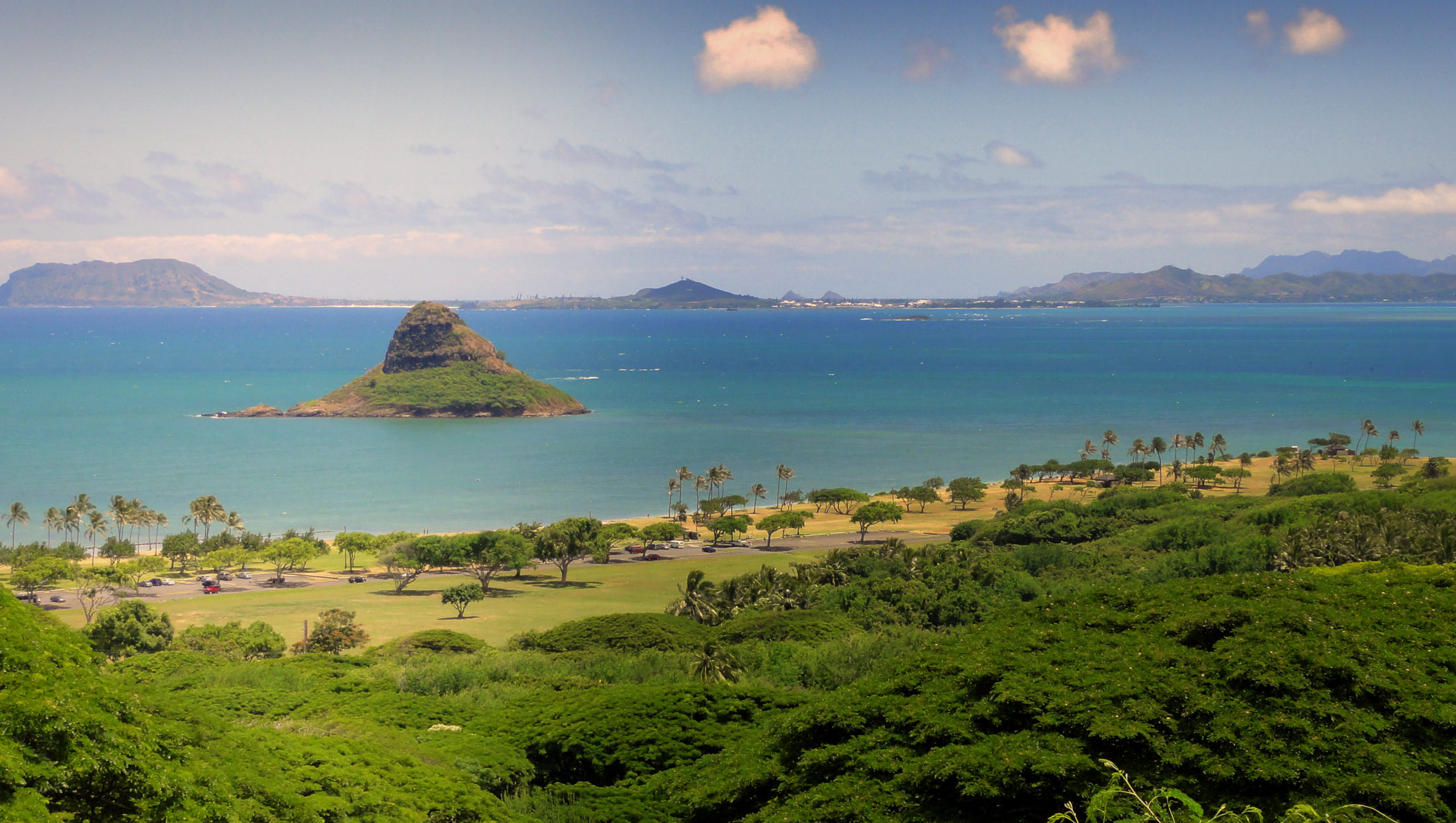
Chinaman's Hat - Oahu, Hawaii, jedna z scenerii w filmie.

Jumanji: Przygoda w dżungli (ang. Jumanji: Welcome to the Jungle) – amerykański film przygodowy z gatunku fantasy z 2017 roku w reżyserii Jake’a Kasdana, wyprodukowany przez wytwórnię Sony Pictures Entertainment. Główne role w filmie zagrali Dwayne Johnson, Jack Black, Kevin Hart i Karen Gillan. Sequel filmu Jumanji z 1995 roku.
Film dedykowany pamięci Robina Williamsa, odtwórcy oryginalnego filmu.
Premiera filmu odbyła się 5 grudnia 2017 podczas Le Grand Rex w Paryżu. Piętnaście dni później, 20 grudnia, obraz trafił do kin na terenie Stanów Zjednoczonych. W Polsce premiera filmu odbyła się 29 grudnia 2017.

## Fabuła
Czworo zatrzymanych za karę po lekcjach licealistów odkrywa starą konsolę gier wideo, a na niej klasyczną grę Jumanji. Nagle zabawa wciąga ich do swojego świata. Nastolatkowie orientują się, że zmienili się w awatary postaci, które wybrali w grze niekoniecznie zgodnie ze swoją płcią. Aby powrócić do rzeczywistości, futbolista Fridge, szara myszka Martha, piękna Bethany i kujon Spencer muszą przetrwać w dżungli pełnej wrogów, dzikich zwierząt oraz pułapek, a mają tylko trzy życia.

## Obsada
| Postać                          | Aktor             | Polski dubbing           |
| ------------------------------- | ----------------- | ------------------------ |
| Smolder Bravestone              | Dwayne Johnson    | Krzysztof Banaszyk       |
| Sheldon "Shelly" Oberon         | Jack Black        | Bartłomiej Kasprzykowski |
| Franklin "Mysz" Finbar          | Kevin Hart        | Mateusz Narloch          |
| Ruby Roundhouse                 | Karen Gillan      | Julia Łukowiak           |
| Jefferson "Hydroplan" McDonough | Nick Jonas        | Patryk Czerniejewski     |
| Russel van Pelt                 | Bobby Cannavale   | Przemysław Glapiński     |
| Anthony "Fridge" Johnson        | Ser'Darius Blain  | Marcel Sabat             |
| Bethany Walker                  | Madison Iseman    | Weronika Humaj           |
| Martha Kaply                    | Morgan Turner     | Justyna Kowalska         |
| Spencer Gilpin                  | Alex Wolff        | Mikołaj Jodliński        |
| Nigel                           | Rhys Darby        | Wojciech Brzeziński      |
| Dyrektor Bentley                | Marc Evan Jackson | Marek Kalita             |

## Produkcja
Zdjęcia do filmu kręcono w Honolulu, Hilo (Hawaje), Union City (Georgia) i Santa Clarita (Kalifornia).

## Odbiór

### Box office
Film Jumanji: Przygoda w dżungli zarobił łącznie 404,5 miliona dolarów w Stanach Zjednoczonych i Kanadzie, a 557,6 miliona w pozostałych państwach; razem 962,1 miliona przychodu z biletów w kinach.

### Krytyka w mediach
Film Jumanji: Przygoda w dżungli spotkał się z umiarkowanie pozytywną reakcją krytyków. W serwisie Rotten Tomatoes, 76% ze 229 recenzji filmu jest pozytywne (średnia ocen wyniosła 6,19 na 10). Na portalu Metacritic średnia ocen z 44 recenzji wyniosła 58 punktów na 100.

## Kontynuacja
Film Jumanji: Następny poziom pojawił się w kinach w grudniu 2019 roku.